# FC Dinamo București în sezonul 2012-2013
Sezonul 2012–13 este cel de-al 64-lea sezon consecutiv pentru Dinamo în primul eșalon al fotbalului românesc. Dinamo participă în 2 competiții, respectiv Liga I și Cupa României. În Europa League Dinamo a participat din play-off însă a fost eliminată de echipa ucraineană Metalist Harkiv cu scorul general de 1–4. În acest sezon, echipa își dispută meciurile oficiale pe Arena Națională.
Dinamo a debutat oficial în acest sezon pe data de 14 iulie, cu meciul din Supercupa României Timișoreana împotriva campioanei CFR Cluj. După 1–1 la sfârșitul celor 90 de minute, și 2–2 după prelunigiri, Dinamo și-a învins adversara cu 4–2 la loviturile de departajare și și-a adjudecat a doua Supercupă din palmares.

## Echipă
| Nr. |          | Poziție | Jucător             |
| --- | -------- | ------- | ------------------- |
| 2   | România  | F       | Constantin Nica     |
| 3   | România  | F       | Cristian Pulhac     |
| 4   | România  | M       | Cosmin Matei        |
| 6   | România  | F       | Cristian Scutaru    |
| 7   | România  | M       | Cătălin Munteanu    |
| 8   | Bulgaria | M       | Boris Galchev       |
| 10  | România  | M       | Marius Alexe        |
| 12  | România  | P       | Andrei Manyur       |
| 14  | România  | F       | Alin Dobrosavlevici |
| 15  | România  | A       | Mircea Axente       |
| 16  | România  | F       | Sergiu Homei        |
| 17  | România  | A       | Andrei Cristea      |
| 18  | Senegal  | M       | Issa Ba             |
| 19  | Senegal  | M       | Boubacar Mansaly    |

| Nr. |                   | Poziție | Jucător             |
| --- | ----------------- | ------- | ------------------- |
| 20  | România           | M       | Alexandru Curtean   |
| 21  | România           | F       | Dragoș Grigore      |
| 22  | România           | M       | Sorin Strătilă      |
| 23  | Macedonia de Nord | P       | Kristijan Naumovski |
| 24  | România           | F       | Srgian Luchin       |
| 25  | România           | A       | Ionel Dănciulescu   |
| 26  | România           | F       | Laurențiu Rus       |
| 27  | Honduras          | M       | Edgar Álvarez       |
| 29  | România           | A       | George Țucudean     |
| 30  | Burkina Faso      | F       | Paul Koulibaly      |
| 32  | România           | F       | Nicolae Mușat       |
| 33  | România           | M       | Steliano Filip      |
| 34  | România           | P       | Cristian Bălgrădean |

Ultima actualizare: 1 august 2012

### Jucători împrumutați
| Nr. |  | Poziție | Jucător |
| --- |  | ------- | ------- |
|     |  |         |         |

| Nr. |  | Poziție | Jucător |
| --- |  | ------- | ------- |
|     |  |         |         |

Ultima actualizare: 24 mai 2012

## Transferuri

### Sosiri
| Post | Jucător          | De la echipa    | Sumă de transfer  | Dată       |       |
| ---- | ---------------- | --------------- | ----------------- | ---------- | ----- |
| F    | Sergiu Homei     | FCM Târgu Mureș | final de împrumut | 01.07.2012 |       |
| M    | Issa Ba          | -               | liber de contract | 01.07.2012 | [ 2 ] |
| A    | Andrei Cristea   | -               | liber de contract | 01.07.2012 | [ 3 ] |
| M    | Boubacar Mansaly | -               | liber de contract | 01.07.2012 | [ 4 ] |
| M    | Steliano Filip   | FC Maramureș    | ?                 | 01.07.2012 | [ 5 ] |
| F    | Paul Koulibaly   |                 | liber de contract | 01.07.2012 | [ 6 ] |
| F    | Cristian Scutaru | -               | liber de contract | 13.07.2012 | [ 7 ] |
| A    | Mircea Axente    | -               | liber de contract | 13.07.2012 | [ 7 ] |
| M    | Boris Galchev    | ȚSKA Sofia      | ?                 | 13.07.2012 | [ 8 ] |
| M    | Edgar Álvarez    | -               | liber de contract | 31.07.2012 | [ 9 ] |

### Plecări
| Post | Jucător            | La echipa         | Sumă de transfer  | Dată       |        |
| ---- | ------------------ | ----------------- | ----------------- | ---------- | ------ |
| F    | Adrian Scarlatache | Khazar Lankaran   | 500.000 €         | 24.05.2012 | [ 10 ] |
| M    | Elis Bakaj         | Cernomoreț Odessa | 200.000 €         | 24.05.2012 | [ 11 ] |
| F    | Dorel Stoica       | -                 | final de contract | 30.06.2012 | [ 12 ] |
| M    | Iulian Tameș       | -                 | final de contract | 30.06.2012 | [ 12 ] |
| F    | Cosmin Moți        | Ludogoreț Razgrad | 400.000 €         | 30.06.2012 | [ 13 ] |
| M    | Djakaridja Koné    | -                 | final de contract | 30.06.2012 | [ 14 ] |
| A    | Michel Platini     | ȚSKA Sofia        | ?                 | 13.07.2012 | [ 15 ] |
| A    | Marius Niculae     | FC Vaslui         | 300.000 €         | 20.07.2012 | [ 16 ] |

## Competiții
În sezonul 2012-2013 Dinamo este angrenată in 3 competiții, respectiv Liga I, Cupa României și UEFA Europa League.

### Liga I

#### Clasament
| Poz | Echipa   | MJ | V | E | Î | GM | GP | G | Pct | Promovare sau retrogradare       |
| --- | -------- | -- | - | - | - | -- | -- | - | --- | -------------------------------- |
| 1   | CFR Cluj | 0  | 0 | 0 | 0 | 0  | 0  | 0 | 0   | Format:Fb runda2 2013–14 UCL QR3 |
| 2   | Vaslui   | 0  | 0 | 0 | 0 | 0  | 0  | 0 | 0   |                                  |
| 3   | Steaua   | 0  | 0 | 0 | 0 | 0  | 0  | 0 | 0   |                                  |
| 4   | Rapid    | 0  | 0 | 0 | 0 | 0  | 0  | 0 | 0   |                                  |
| 5   | Dinamo   | 0  | 0 | 0 | 0 | 0  | 0  | 0 | 0   |                                  |

Ultima actualizare: 24 mai 2012
Sursa: liga1 ro
Reguli de clasare: 
1) puncte; 2) diferența de goluri; 3) goluri marcate.
POZ = Poziția în clasament; (C) = Campioană; (R) = Retrogradată; (P) = Promovată; (E) = Eliminată; (O) = Câștigătoare de play-off; (A) = Avansează în runda următoare. 
Aplicabil doar când sezonul nu este terminat: 
(Q) = Calificare în faza competiției indicată; (TQ) = Calificare în competiție, dar încă nu în faza indicată; (RQ) = Calificată în competiția de retrogradare indicată; (DQ) = Descalificată din competiție.

#### Meciuri

##### Tur
| 20 iulie 2012Etapa 1 | CS Severin                 | 1–2     | Dinamo                                                             | Drobeta-Turnu Severin                                          |  |
| 20:20                | C. Vancea 52' R. Neagu 82' | rezumat | M. Axente 50' D. Grigore 66' I. Dănciulescu 80' I. Dănciulescu 81' | Stadion: Municipal Spectatori: 14.500 Arbitru: Alexandru Tudor |  |

| 29 iulie 2012Etapa 2 | Dinamo                                                                | 5–2     | CSMS Iași                                                                   | București                                                            |  |
| 21:30                | G. Țucudean 13', 22', 47', 50' L. Rus 51' C. Pulhac 64' M. Axente 65' | rezumat | M. Onofraș 27' I. Petrović 41' P. Jovanović 65' C. Ionescu 80' I. Vladu 83' | Stadion: Arena Națională Spectatori: 7.850 Arbitru: Marius Bocăneală |  |

| 6 august 2012Etapa 3 | Brașov                                   | 2–2     | Dinamo                                   | Brașov                                                             |  |
| 21:30                | P. Batin 16' M. Buga 59' N. Viveiros 73' | rezumat | D. Grigore 39' N. Mușat 44' C. Matei 72' | Stadion: Tineretului Spectatori: 7.000 Arbitru: Sebastian Colțescu |  |

| 22 octombrie 2012Etapa 4 | Dinamo | 2–1     | Rapid | București                |  |
| 21:30                    |        | Rezumat |       | Stadion: Arena Națională |  |

| 17 august 2012Etapa 5 | Concordia    | 0–0     | Dinamo                         | Chiajna                                                              |  |
| 21:30                 | S. Ispir 40' | rezumat | Boubacar 29' C. Munteanu 90+1' | Stadion: Stadionul Concordia Spectatori: 5.000 Arbitru: Marius Avram |  |

| 26 august 2012Etapa 6 | Dinamo                                                                                    | 2–1     | Petrolul                                                     | București                                                 |  |
| 21:30                 | S. Luchin 3' S. Luchin 21' A. Curtean 53' B. Galchev 59' D. Grigore 61' G. Țucudean 90+3' | rezumat | S. Mustivar 13' G. Grozav 28' M. Cristescu 64' J. Bokila 85' | Stadion: Dinamo Spectatori: 4.000 Arbitru: Cristian Balaj |  |

| 2 septembrie 2012Etapa 7 | Astra                                                                       | 1–0     | Dinamo                                            | Ploiești                                                  |  |
| 17:00                    | A. Mățel 42' · D. Distéfano 46' 73' · S. Bukari 89' · F. Tembo 90+5' (pen.) | rezumat | P. Koulibaly 49' · C. Nica 63' · D. Grigore 90+3' | Stadion: Astra Spectatori: 3.000 Arbitru: Adrian Cojocaru |  |

| 14 septembrie 2012Etapa 8 | Dinamo                      | 0–1     | CFR Cluj                                     | București                                                        |  |
| 21:30                     | C. Munteanu 8' Boubacar 35' | rezumat | F. Piccolo 27' N. Godemèche 45' R. Pedro 64' | Stadion: Arena Națională Spectatori: 7.500 Arbitru: Marius Avram |  |

| 22 septembrie 2012Etapa 9 | U Cluj                 | 1–2     | Dinamo                                                                        | Cluj-Napoca                                                        |  |
| 21:30                     | V. Dinu 8' V. Dinu 50' | rezumat | Boubacar 2' C. Pulhac 7' I. Dănciulescu 23' (pen.) C. Nica 35' A. Curtean 62' | Stadion: Cluj Arena Spectatori: 10.000 Arbitru: Teodor Crăciunescu |  |

| 1 octombrie 2012Etapa 10 | Dinamo                                                                                     | 3–0     | Pandurii     | București                                                        |  |
| 20:30                    | A. Curtean 6' C. Nica 38' C. Pulhac 56' M. Alexe 57' I. Dănciulescu 67' I. Dănciulescu 77' | rezumat | O. Viera 35' | Stadion: Arena Națională Spectatori: 13.545 Arbitru: Iulian Dima |  |

| 6 octombrie 2012Etapa 11 | Gaz Metan                                             | 2–2     | Dinamo                                                                              | Mediaș                                                      |  |
| 21:30                    | V. Astafei 26' T. Bawab 34' T. Bawab 38' A. Tahar 85' | rezumat | M. Alexe 17' · J. Trtovac 48' (a.g.) · L. Rus 51' · C. Pulhac 57' · C. Nica 62' 78' | Stadion: Gaz Metan Spectatori: 3.500 Arbitru: Istvan Kovacs |  |

| 19 octombrie 2012Etapa 12 | Dinamo                          | 1–2     | Gloria | București                                                         |  |
| 21:30                     | C. Matei 44' I. Dănciulescu 77' | rezumat | A. Tudose 20' J. Bragança 28' C. Predescu 40' V. Năstase 46' J. Bragança 72' M. Curtuiuș 75' E. Dolha 90+3' | Stadion: Arena Națională Spectatori: 6.127 Arbitru: Radu Petrescu |  |

| 27 octombrie 2012Etapa 13 | Ceahlăul | 0–0 | Dinamo | Piatra-Neamț      |  |
| 21:30                     |          |     |        | Stadion: Ceahlăul |  |

| 4 noiembrie 2012Etapa 14 | Steaua                                                | 3–1     | Dinamo       | București                                                                      |  |
| 21:30                    | Alex. Boucaut 63' Alex. Boucaut 82' Alex. Boucaut 86' | rezumat | M. Alexe 38' | Stadion: National Arena Spectatori: 6000 + restu' oilor Arbitru: Alex. Boucaut |  |

| 10 noiembrie 2012Etapa 15 | Dinamo | 0–1     | FC Vaslui         | București                                     |  |
| 21:30                     |        | rezumat | L. Sânmărtean 37' | Stadion: National Arena Arbitru: Marius Avram |  |

| 17 noiembrie 2012Etapa 16 | Viitorul | v | Dinamo | Constanța      |  |
| 21:30                     |          |   |        | Stadion: Farul |  |

| 23 noiembrie 2012Etapa 17 | Dinamo | v | Oțelul | București               |  |
| 20:30                     |        |   |        | Stadion: National Arena |  |

##### Retur
-

### Cupa României
| 25 septembrie 2012Șaisprezecimi | Dinamo                                                      | 2–1     | Voința      | București                                                |  |
| 19:00                           | Boubacar 28' S. Strătilă 61' L. Rus 93' I. Dănciulescu 119' | rezumat | V. Heil 51' | Stadion: Dinamo Spectatori: 1.000 Arbitru: Paul Unimătan |  |

| 1 noiembrie 2012Optimi | CS Pandurii Lignitul Târgu Jiu     | 1–2     | Dinamo                                                                                   | Târgu Jiu                                                              |  |
| 21:30                  | V. Lemnaru 73' D. Matulevičius 86' | rezumat | M. Alexe 37' Dr. Grigore 46' Căt. Munteanu 55' M. Boubacar 76' I. Mamele 90+1 (autogol)' | Stadion: "Tudor Vladimirescu" Spectatori: 2.000 Arbitru: Istvan Kovacs |  |

| 28 noiembrie 2012Sferturi | CFR Cluj | –       | Dinamo | Cluj                              |  |
| 20:30                     |          | rezumat |        | Stadion: Dr. Constantin Rădulescu |  |

### Europa League
| 23 august 2012Play-off | Dinamo                                      | 0–2     | Metalist                                                                      | București                                                      |  |
| 20:30 EEST             | D. Grigore 22' C. Matei 41' G. Țucudean 72' | rezumat | C. Xavier 9' · Fininho 20' 68' · Willian 21' · J. Cristaldo 57' · J. Sosa 82' | Stadion: Arena Națională Spectatori: 20.000 Arbitru: Pawel Gil |  |

| 30 august 2012Play-off | Metalist                                                         | 2–1     | Dinamo                                                                    | Harkov                                                      |  |
| 21:00 EEST             | S. Blanco 29' M. Obradović 44' J. Cristaldo 60' J. M. Torres 81' | rezumat | A. Curtean 52' · Boubacar 69' · C. Matei 75' · S. Filip 82' · C. Nica 88' | Stadion: Metalist Spectatori: 33.417 Arbitru: Hüseyin Göcek |  |

### Supercupa României 2012
| 14 iulie 2012Supercupă              | CFR                                                                                          | 2–2 (d.p.) (2 – 4 d.l.d.)                     | Dinamo                                                              | București                                                          |  |
| 21:00                               | C. Deac 12' · M. Sougou 30' · D. Valente 36' · Cadú 51' 64' · Camora 76' · P. Kapetanos 103' | rezumat                                       | G. Țucudean 62', 101' Boubacar 95' D. Grigore 106' C. Munteanu 110' | Stadion: Arena Națională Spectatori: 9.960 Arbitru: Ovidiu Hațegan |  |
|                                     | Penalty-uri de departajare⁠(d)                                                                |                                               |                                                                     |                                                                    |  |
| Kapetanos · Sougou · Hora · Mureșan |                                                                                              | Alexe · Matei · Munteanu · Țucudean · Grigore |                                                                     |                                                                    |  |

### Amicale
| 24 iunie 2012 | Dinamo                                                                                  | 6–0     | Austria Klagenfurt | Bischofshofen, Austria            |  |
| 18:00         | I. Dănciulescu 45' L. Rus 56' G. Țucudean 66' S. Filip 67' N. Mușat 71' S. Strătilă 76' | rezumat |                    | Stadion: Sportplatz Bischofshofen |  |

| 27 iunie 2012 | Dinamo                                                                  | 5–1     | Anif            | Bischofshofen, Austria            |  |
| 19:00         | M. Axente 6' G. Țucudean 13' M. Platini 60' A. Mărkuș 70' M. Axente 89' | rezumat | E. Alibabic 78' | Stadion: Sportplatz Bischofshofen |  |

| 28 iunie 2012 | Dinamo | 0–1     | Șahtior          | Going, Austria         |  |
| 19:00         |        | rezumat | M. Zhychykov 76' | Stadion: Wilder Kaiser |  |

| 30 iunie 2012 | Dinamo | 0–3     | Grödig                                  | Bischofshofen, Austria            |  |
| 15:30         |        | rezumat | E. Öbster 11' M. Jukić 37' M. Jukić 43' | Stadion: Sportplatz Bischofshofen |  |

| 1 iulie 2012 | Dinamo       | 1–1     | Anorthosis     | Kufstein, Austria       |  |
| 18:00        | M. Alexe 17' | rezumat | R. Laborde 71' | Stadion: Kufstein Arena |  |

| 2 iulie 2012 | Dinamo          | 1–3     | Ludogoreț Razgrad                  | Lenzing, Austria |  |
| 19:00        | G. Țucudean 84' | rezumat | E. Gargorov 19', 51' M. Ivanov 53' |                  |  |

| 4 iulie 2012 | Dinamo | 0–1     | Mladá Boleslav | Lenzing, Austria |  |
| 19:00        |        | rezumat | J. Mareš 66'   |                  |  |

| 7 iulie 2012 | Dinamo | 0–2 | Neftchi Baku      | Kirchdorf in Tirol, Austria |  |
| 19:00        |        |     | J. Wobay 35', 56' | Stadion: Leerberg-Arena     |  |

| 8 iulie 2012 | Dinamo | 0–1 | Kuban Krasnodar | Bischofshofen, Austria            |  |
| 14:30        |        |     | A. Tlisov 77'   | Stadion: Sportplatz Bischofshofen |  |

| 11 august 2012 | Dinamo      | 0–2     | Barcelona                 | București                                                           |  |
| 20:15          | Issa Ba 74' | rezumat | Messi 4' I. Afellay 90+3' | Stadion: Arena Națională Spectatori: 40.000 Arbitru: Cristian Balaj |  |

| octombrie 2012 | Dinamo | v | Șahtior | Iași                       |  |
|                |        |   |         | Stadion: Emil Alexandrescu |  |

Legendă:

      Victorie

      Egal

      Înfrângere

      Amânat